# Freewheelin'
Freewheelin' är den svenska gruppen Electric Boys tredje studioalbum, släppt 1994.

## Låtförteckning
1. "Ready to Believe" – 4:02
2. "Straight No Chaser" – 3:38
3. "Groover" – 4:42
4. "Mountains and Sunsets" – 4:10
5. "Sad Day" – 6:25
6. "Nothing for Nothing" – 4:05
7. "Sleeping in the World's Smallest Bed" – 5:12
8. "My Knuckles Your Face" – 3:29
9. "Not My Cross to Bear" – 4:43
10. "Sharpshooter" – 4:54

## Medverkande
- Conny Bloom – sång, gitarr, sitar
- Martin Thomander – gitarr, bakgrundssång
- Andy Christell – basgitarr, bakgrundssång
- Thomas Broman – trummor